# Ніколай Дюлґеров
Ніколай Дюлґеров (болг. Николай Дюлгеров / Nikolay Dyulgerov / Nikolay Diulgheroff; 20 грудня 1901, Кюстендил, Болгарське князівство — 9 червня 1982, Турин, Італія) — болгарський і італійський художник, дизайнер, архітектор. Мешкав у Італії; його роботи — помітний внесок у спадщину «Другого футуризму». 

## Життя і творчість
Ніколай Дюлґеров народився у місті Кюстендил, на заході Болгарського князівства у сім'ї друкаря. У 1920—1921 роках навчається у Технологічному університеті (прикладних мистецтв) у Відні, а в 1922 — у Дрездені, а у 1923 році стає студентом у початковому, веймарському Баугаузі, де зближається із викладачем кольорознавства, швейцарським експресіоністом Йоганнесом Іттеном. У роки навчання в Німеччині Ніколай Дюлґеров експонує свої роботи у Берліні та Дрездені. У 1924 році пройшла його персональна виставка в столиці Болгарії, Софії. 
У 1926 році Дюлґеров приїжджає в італійський Турин, де протягом 6 років вчиться на факультеті архітектури Академії Альбертіна (англ. Accademia Albertina). Тут, завдяки знайомству з художниками-футуристами, його конструктивістський досвід, отриманий в Баугаузі, переплавляється у світлі динаміки пізнього футуризму. 1920-х — 1930-х роках були дуже плідними для художника; тоді були створені найбільш новаторські у всій його творчій кар'єрі речі. Деякі з них експонуються в Galleria Nazionale d'Arte Morerna в Римі. У ті ж роки Ніколай Дюлґеров брав участь у найбільш представницьких виставках футуристів, що проходили в Турині, Лейпцигу, Парижі, Барселоні, Мантуї і Венеції. 
Ніколай Дюлгеров помер 9 червня 1982 року в Турині, в місті, в якому він прожив 56 років. До самої смерті залишався активним творчим художником. Жителі Турина присвоїли художнику звання «почесного громадянина». Італійський мистецтвознавець Енріко Крісполіті назвав його найзначнішим художником Турина у міжвоєнний період  . 

## Творчий доробок
- Музичний момент [Архівовано 4 березня 2016 у Wayback Machine.]  [Архівовано 4 березня 2016 у Wayback Machine.] (полотно, олія 81×65 см);
- синусоїда [Архівовано 5 березня 2016 у Wayback Machine.]  [Архівовано 5 березня 2016 у Wayback Machine.] (Дошка, темпера 50×34 см);
- «Рационалният човек» (укр. Раціональна людина), 1928);
- «Духовно равновесие» (укр. Духовна рівновага, 1923);
- «Музикална среда» (укр. Музичне середовище, 1938);
- «Спомен за жена» (укр. Спогади про жінку, 1930);
- «Морякът» (укр. Моряк, 1930);